# Березівка (притока Дісни)
Березівка — річка в Білорусі у Глибоцькому й Шарковщинському районах Вітебської області. Права притока річки Дісни (басейн Балтійського моря).

## Опис
Довжина річки 53 км, похил річки 0,7 %, площа басейну водозбору 721 км², середньорічний стік 4,6 м³/с. Формується притоками та безіменними струмками.

## Розташування
Бере початок із озера Підлужне на північно-західній околиці міста Глибоке. Тече переважно на північний захід і біля села Шкялі впадає в річку Дісну, ліву притоку річки Західної Двіни.